# Autostrada A30
Die Autostrada A30 (italienisch für ‚Autobahn A30‘) ist eine italienische Autobahn, die in der Region Kampanien von Caserta nach Salerno führt. Sie weist sechs Fahrspuren auf und ist 55 km lang. Betrieben und verwaltet wird sie von der italienischen Gesellschaft Autostrade per l’Italia, daher ist sie in ihrem gesamten Verlauf mautpflichtig.

## Geschichte
Diese kurze Autobahn wurde gebaut, um Staus auf der parallel und unzureichend (auch aufgrund des Terrains) ausgebauten Autobahn A3 Neapel – Salerno zu entlasten und eine leistungsfähige Alternative zu schaffen. Für den Verkehr wurde sie im Mai 1976 freigegeben. Heute endet die Autobahn im Hinterland von Salerno; ursprünglich war geplant, die Autobahn bis Fratte weiter zu bauen und sie direkt an die heutige A2 in Richtung Reggio Calabria anzubinden. Allerdings gewährte die ANAS die Konzession für die letzten 15 km nicht.

## Verlauf

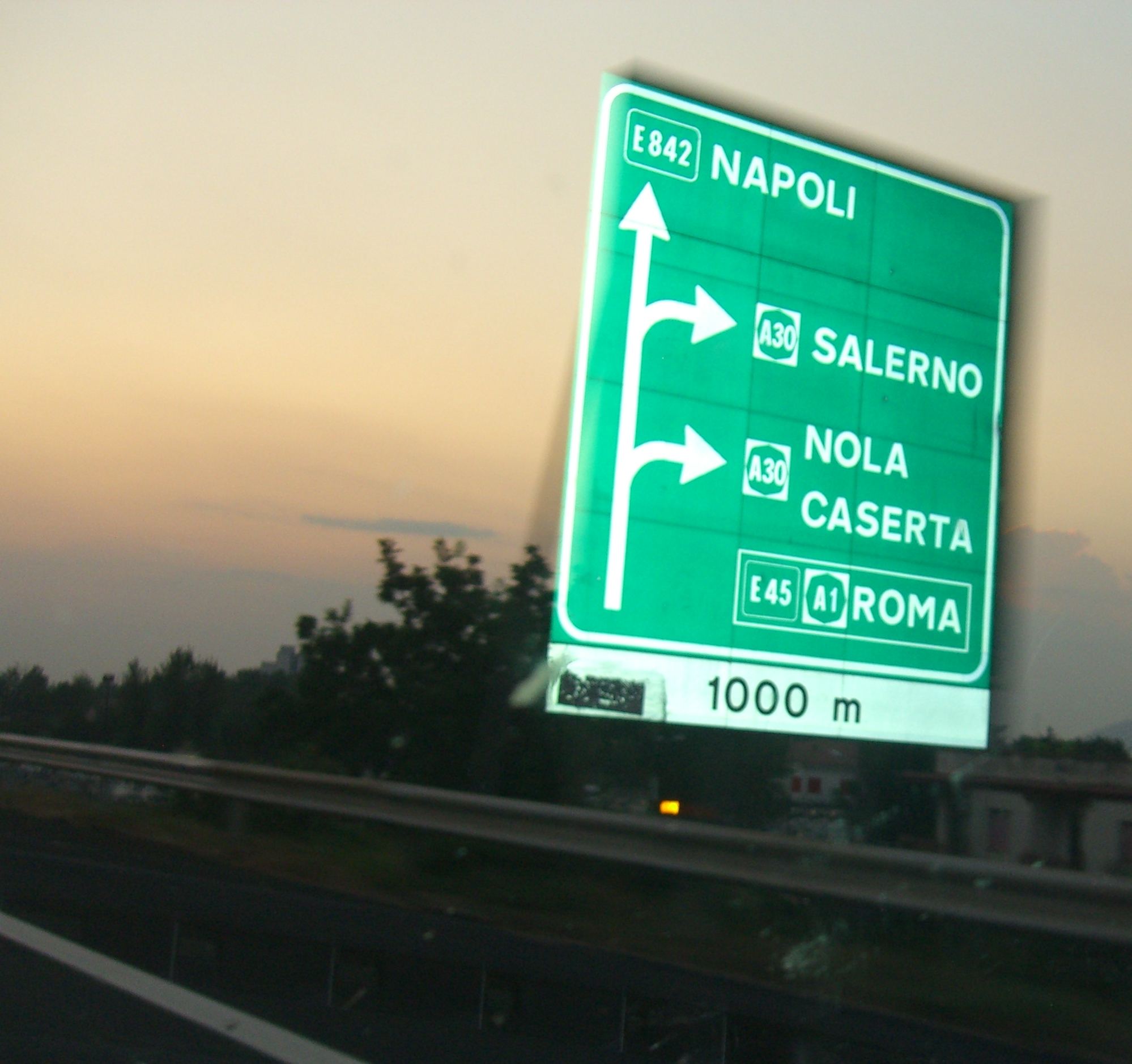
Beim Knoten mit der A16 in der Nähe von Nola

Die A30 beginnt nördlich der Stadt Neapel an einer Verzweigung mit der A1 Mailand – Neapel. In der Nähe von Nola schneidet sie die A16 Neapel – Canosa und führt in ihrem weiteren Verlauf vorbei an den Ortschaften am Fuße des Vesuv hinab ins Tal des Sarno. Das Autobahnende liegt östlich von Salerno, wo die Autobahn in die RA2 Avellino – Salerno übergeht. Über diese Trasse kann auch die A2 nach Reggio C. erreicht werden.